# 東莫林 (伊利諾伊州)
東莫林（英語：East Moline）是一個位於美國伊利諾伊州羅克艾蘭縣的城市。

## 地理
東莫林的座標為41°30′43″N 90°26′07″W / 41.51194°N 90.43528°W，而該地的平均海拔高度為176米（即577英尺）。

## 人口
根據2010年美國人口普查的數據，東莫林的面積為37.71平方千米，當中陸地面積為37.71平方千米，而水域面積為0.00平方千米。當地共有人口21302人，而人口密度為每平方千米564.89人。